# Top (oděv)
Top je část oblečení, která slouží k zakrytí horní části lidského těla. Pojmenování pochází z anglického slova top označujícího vrch, vršek apod. Termín „top“ se užívá spíše v souvislosti s dámskými oděvy, u pánských je obvyklejší označení „tílko“ (v angličtině se top používá pro dámské i pánské oblečení).

## Druhy topů
Podle vzhledu se topy dělí na:
- tank top – bezrukávový top udržovaný na hrudi ramínky
- crop top – top obvykle s krátkými rukávy nebo ramínky kryjící jen prsa
- tubový top – top bez ramínek i rukávů udržovaný jen na prsou a bocích
- halter top – top udržovaný jedním pruhem omotaným kolem krku
- rolákový top – top s rolákovým límcem

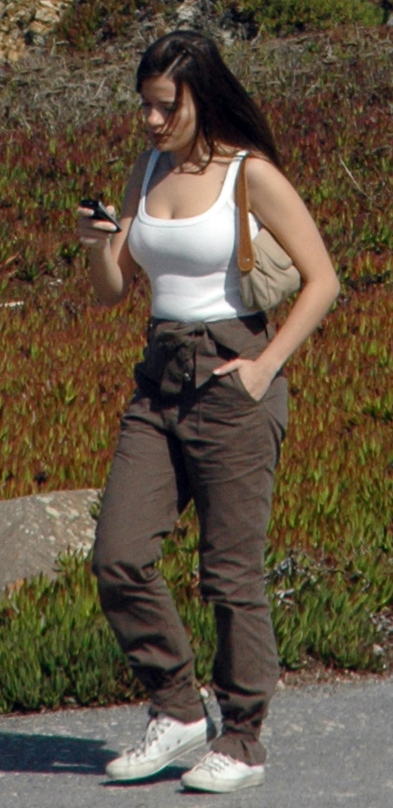
Tank top
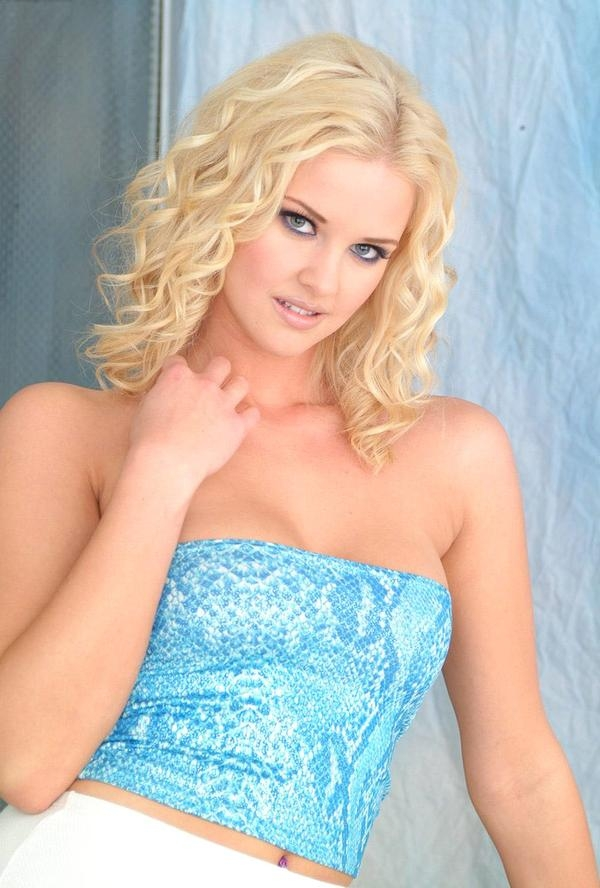
Tubový top
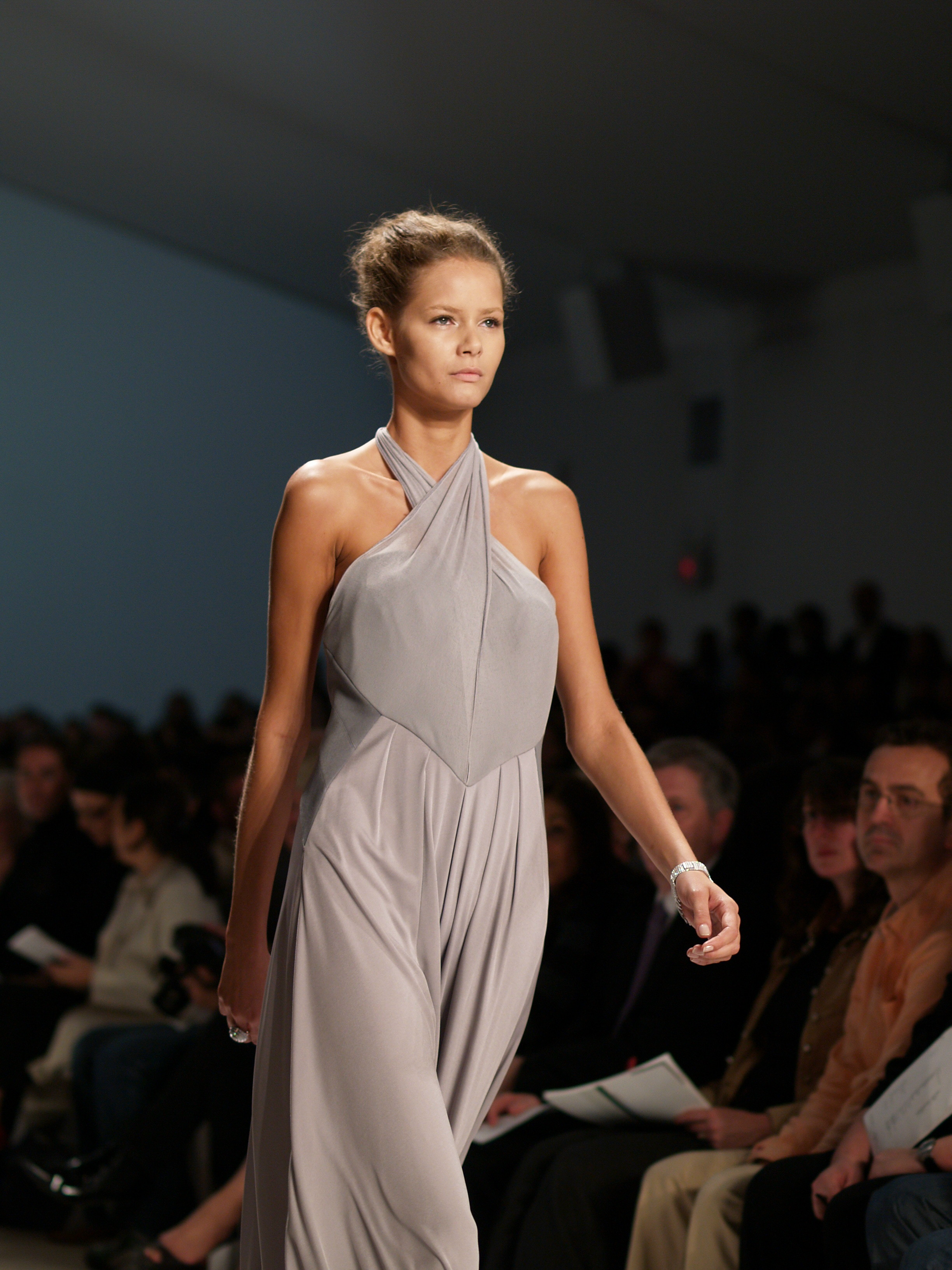
Halter top
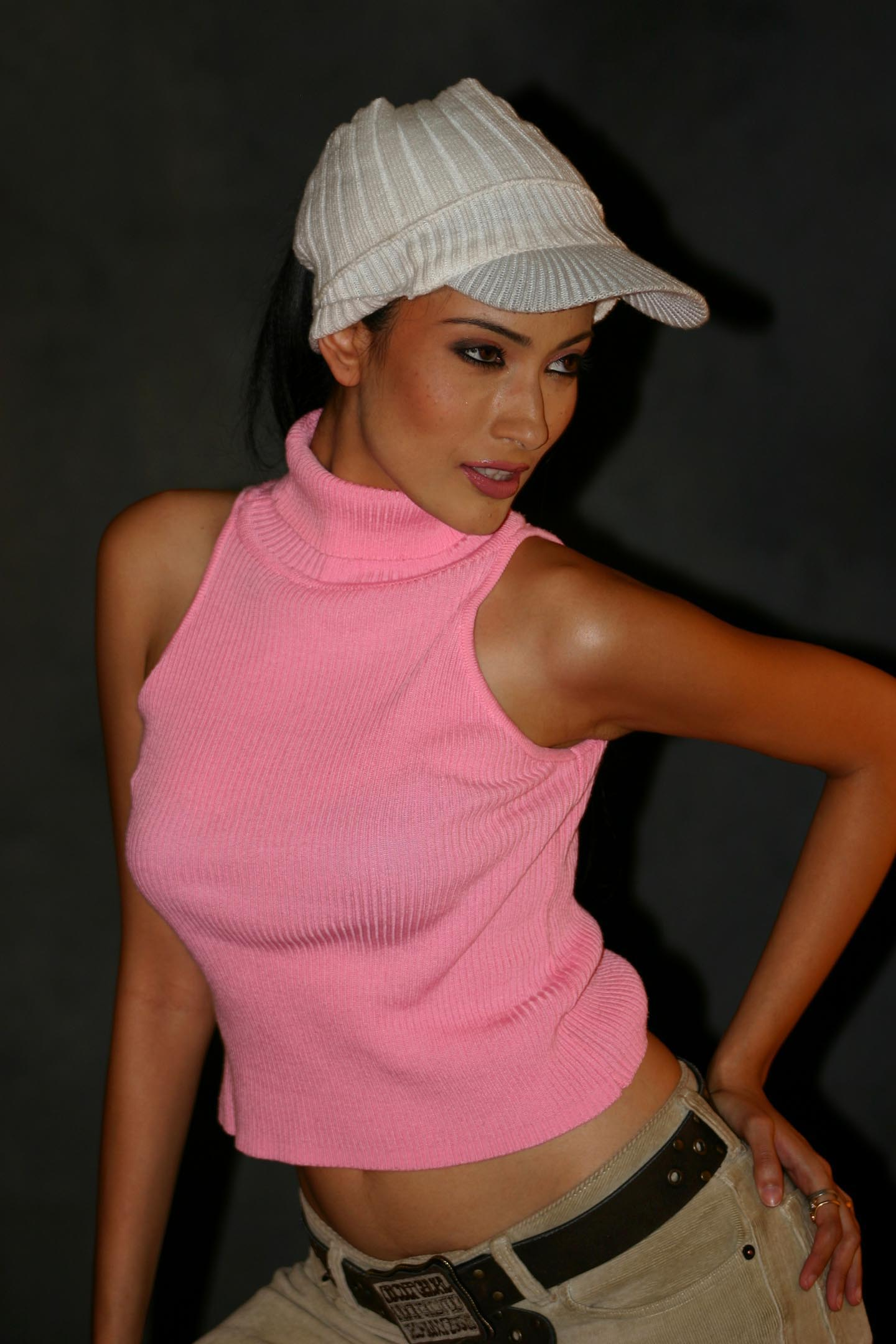
Rolákový top